# Thomas Alva Edison
Thomas Alva Edison (Milan, 1847. február 11. – West Orange, 1931. október 18.) amerikai feltaláló és üzletember, egyes vélemények szerint minden idők egyik legnagyobb feltalálója. Az Egyesült Államokban 1093, az egész világon 2332 szabadalmat jegyeztetett be. Találmányai – mint a fonográf, a mikrofon, a tökéletesített elektromos izzólámpa, a kinetoszkóp – nagy hatással voltak a modern ipari társadalom életmódjára. Az elsők között alkalmazta az ipari fejlesztés területén a szervezett csapatmunkát, számos más kutatóval, mérnökkel dolgozott együtt. Ő alapította az első ipari kutatólaboratóriumot.
Edison az amerikai Középnyugaton nőtt fel. Pályafutását távírászként kezdte; a távíró inspirálta első találmányait. Ezekből befolyó jövedelméből alapította meg híres Menlo Park-i laboratóriumát, ahol kifejlesztette legismertebb találmányait. Fejlesztései és üzemei révén nagy vagyonra tett szert. Ő alapította a világ első filmstúdióját, a Black Maria-t. Edison kétszer nősült, hat gyermeke született. 1931-ben halt meg cukorbetegsége következtében.

## Gyermekkora

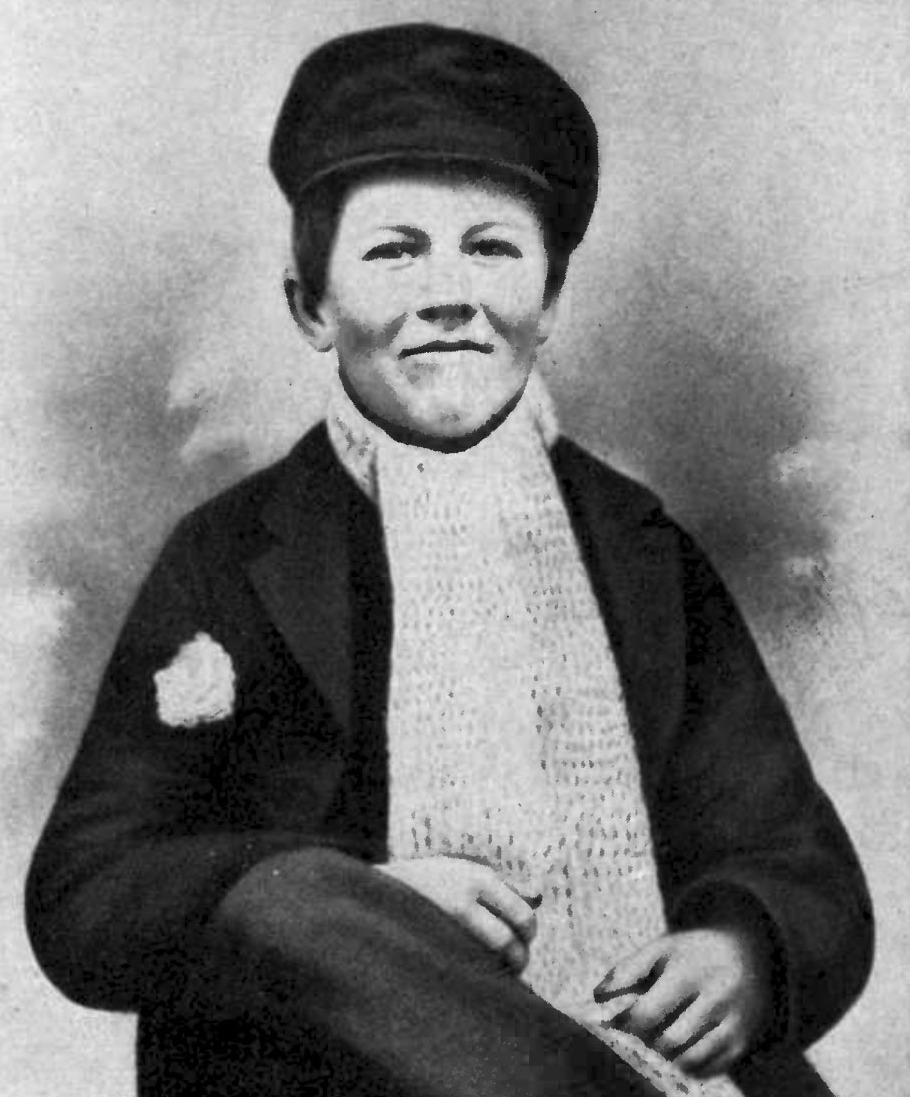
A 14 éves Edison

Thomas Edison 1847 február 11-én született az Ohio állambeli Milanban, de szülőfalujában mindössze hét évet élt, ugyanis 1854-ben családjával a michigani Port Huronba költözött, illetve itt is nőtt fel. Ő volt ifj. Samuel Ogden Edison és felesége, Nancy Matthews Elliott hetedik, legfiatalabb gyermeke. Apai ágon New Jersey-beli hollandoktól származott; családnevét eredetileg Edesonnak írták.
Edisont tanítónő anyja oktatta írni, olvasni és számolni; iskolába csak néhány hónapig járt. Egyik életrajzírója szerint nagyon kíváncsi gyerek volt és szinte mindent magától, könyveket olvasva tanult meg. Már gyerekkorában nagyon érdekelték a műszaki dolgok és igen sokat kísérletezett otthon.
Tizenkét évesen szinte teljesen elvesztette a hallását. Egyik fülére teljesen megsüketült és a másikra is alig hallott. Feltehetően gyerekkori skarlát és többszöri, kezeletlen középfülgyulladás okozhatta állapotát, bár Edison később különböző szövevényes történeteket talált ki süketségének magyarázatára. Állítólag úgy hallgatott zenét, hogy ráharapott a zongora fájára, így érzékelte a rezgéseket. Idősebb korában azt állította, hogy süketsége megakadályozta, hogy figyelme elkalandozzon és jobban tudott koncentrálni a munkájára.

Formális oktatásának kiegészítésére 1875-ben, 28 évesen beiratkozott a Cooper Union magánegyetem négyéves kémiakurzusára.

## Pályafutásának kezdetei
Edison karrierjét a Port Huron és Detroit között járó vonatokon kezdte, ahol újságot, édességet és zöldségeket árult. Tizenhárom évesen heti 50 dollárt keresett, amiből főleg az elektromos és kémiai kísérleteihez vásárolt anyagokat. Amikor egy elszabadult vonat elől elrántva megmentette a három éves Jimmie MacKenzie életét, a gyerek apja, J. U. MacKenzie állomásfőnök hálából megtanította neki a távírászi munkát. Edison előbb Port Huronban volt távírász, majd az ontariói Stratford Junction állomáson kapott munkát, ahol egy ízben az ő hibájából majdnem összeütközött két szerelvény.
Miután megszerezte a vasútvonalon a kizárólagos újságárusítási jogot, négy asszisztens segítségével ő szedte és nyomtatta ki a Grand Trunk Herald-ot, amit aztán ő is adott el (más újságok mellett). Így kezdődött Edison üzletemberi pályafutása, amely során 14 céget alapított. Ezek között volt a General Electric is, amely máig az egyik legnagyobb részvénytársaság a világon.
1866-ban a 19 éves Edison a kentuckyi Louisville-be költözött, ahol a Western Union alkalmazottjaként az Associated Press hírügynökségének dolgozott. Edison az éjszakai műszakba kérte magát, így sok ideje maradt olvasni és kísérletezgetni. Egy éjjel azonban, amikor savas akkumulátorral kísérletezett, a kénsav kiömlött a padlóra, átcsorgott a deszkák között és egy emelettel lejjebb a főnöke asztalán landolt. Másnap reggel kirúgták.
Első szabadalmát, egy elektromos szavazatszámláló gépet 1869. június 1-én jegyezték be. Találmányára azonban nem volt nagy kereslet, így Edison hamarosan New York-ba költözött. A Gold Indicator Company-nál talált állást és igen szerény körülmények között élt; egyik barátja, a szintén távírász és feltaláló Franklin Leonard Pope házának alagsorában lakott. Pope és Edison 1869 októberében közös céget alapított, amelyben villamosmérnöki és feltalálói munkát végeztek. Edison 1874-ben egy olyan távírót kezdett kifejleszteni, amely egyszerre több üzenetet is képes volt továbbítani.

## "A Menlo Park-i varázsló" (1876–1886)

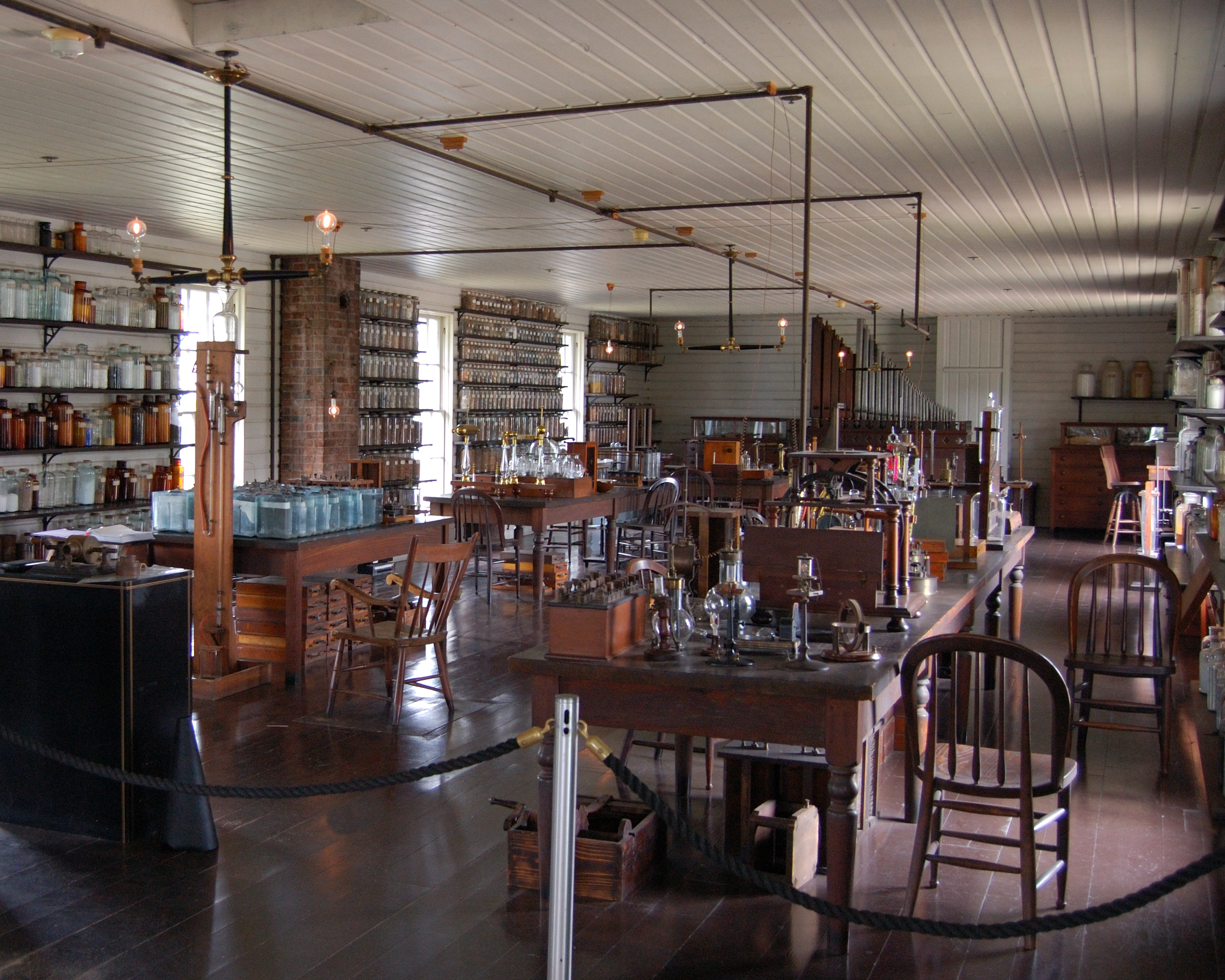
Edison Menlo Park-i laboratóriumának másolata a dearborni Henry Ford Múzeumban

A kész multiplex távíró végül négy üzenetet tudott küldeni egyidejűleg, egyetlen vezetéken. Edison eredetileg 4-5 ezer dollárért akarta eladni, de aztán ajánlatot kért a Western Uniontól, amely 10 ezerért (mai árfolyamon 226 ezer dollár) vette meg tőle a készüléket. A távíró volt Edison első nagy üzleti sikere. A profitból alapította meg innovációs laboratóriumát Menlo Park-ban (akkor a New Jersey-i Raritan Township része, ma Edison Township). Ez volt a világ első olyan intézménye, amelynek elsődleges célja az volt, hogy műszaki fejlesztésekből és találmányokból tartsa fenn magát. Bár számos munkatársat alkalmazott – akiket keményen megdolgoztatott – a szabadalmak tulajdonjoga többnyire teljes egészében Edisonnál maradt.
Egyik hűséges munkatársa, a villamosmérnök William Joseph Hammer 1876 decemberében kezdett el dolgozni Edisonnak laboratóriumi asszisztensként. Segédkezett a telefonnal, fonográffal, villanymozdonnyal, ércszeparátorral, villanykörtével történő munkák során és számos más találmány kifejlesztésében is részt vett. Legfontosabb feladata az elektromos izzólámpa kifejlesztéséhez fűződött; ő volt a tesztelés és jegyzőkönyvezés vezetője. 1880-ban kinevezték az Edison Lamp Works főmérnökévé. A Francis Robbins Upton által vezetett üzem már az első évben 50 ezer villanykörtét állított elő. A tehetséges matematikus – és volt tengerésztiszt – Frank J. Sprague 1883-ban lépett Edison alkalmazásába, hogy továbbfejlessze a feltaláló matematikai módszerei. Az általános vélekedéssel ellentétben Edison gyakran alkalmazott matematikát, jegyzőkönyveiből kiderül hogy ilyen módon is analizálta az izzókísérletek során alkalmazandó fizikai paramétereket (pl. az ellenállást), valamint gazdasági számításokat is végzett.
Edison legtöbb szabadalma közvetlenül hasznosítható elektromos, mechanikai vagy kémiai jellegű eszközökre vagy folyamatokra irányult. Mintegy tucatnyi formatervezési szabadalmat is bejegyeztetett. Néhány kivételtől eltekintve innovációi már ismert szabadalmak továbbfejlesztését jelentették. Az egyik ilyen kivétel a fonográf volt; ez volt az első ismert hangrögzítő szerkezet.
A Menlo Park-i laboratórium alig egy évtized múlva már két háztömböt foglalt el. Ahogy Edison mondta, azt akarta hogy raktáraiban "szinte minden elképzelhető alapanyag" rendelkezésre álljon. Egy 1887-es újságcikk szerint a laboratóriumban hozzáférhető volt „mintegy 8 ezerféle vegyszer, minden méretű és típusú csavar, szög és huzal, emberi haj, ló-, disznó-, nyúl-, kecske-, teveszőr, mindenféle szövésű selyem, lepkegubók, paták, cápafog, szarvasagancs, teknőspáncél, parafa, gyanták, lakkok és olajok, strucctoll, pávatoll, borostyán, gumi, mindenféle érc…” és a lista még hosszan folytatódik.
Edison az asztala fölé – és intézménye számos egyéb helyére – kifüggesztette a Joshua Reynoldsnak tulajdonított idézetet: „Nincs olyan fortély, amihez az ember ne folyamodna, hogy elkerülje a gondolkodás fáradalmait.”

### A fonográf

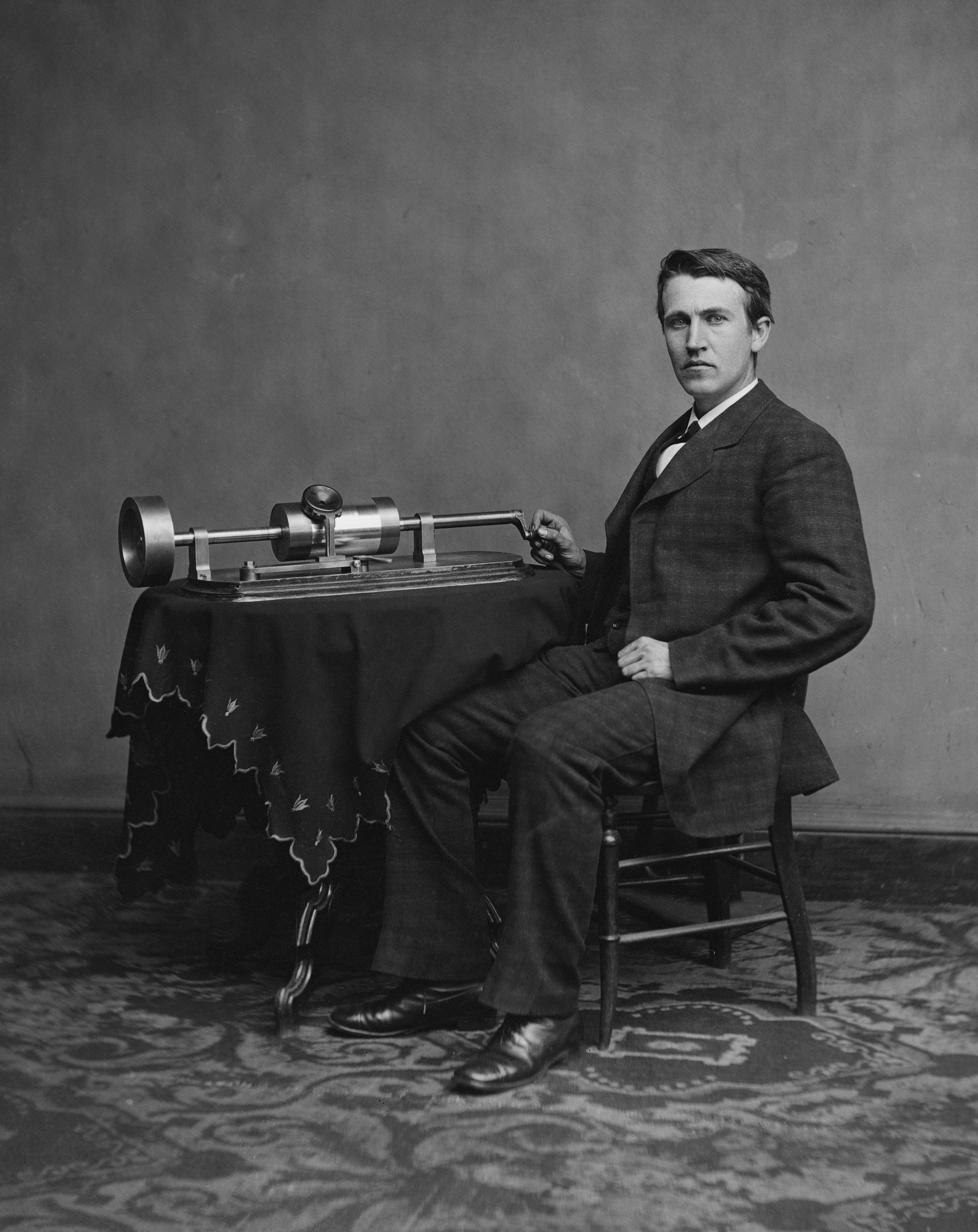
Edison a fonográffal (második modell, 1878)

Az első találmány, amely széles körű ismertséget hozott Edisonnak, az 1877-ben összeállított fonográf volt. A szinte varázslatos szerkezet váratlanul került a közvélemény elé, korábban komolyan senki sem foglalkozott a hangrögzítéssel. Edison hamarosan megkapta a "Menlo Park varázslója" tréfás melléknevet.
Az első fonográf még egy barázdált henger köré tekert ónfóliára rögzítette a hangot. Bár a hangminősége nagyon gyenge volt és csak néhányszor lehetett lejátszani, a találmány azonnal híressé tette Edisont. Joseph Henry, az Amerikai Tudományos Akadémia akkori elnöke, és az elektromosság egyik legelismertebb amerikai kutatója, így nyilatkozott Edisonról: "a legeszesebb feltaláló ebben az országban... vagy bármelyik másikban". 1878 áprilisában Edison Washingtonba utazott, hogy bemutassa készüléke működését az akadémiának, szenátoroknak, képviselőknek, sőt magának Hayes elnöknek is. A The Washington Post azt írta róla, hogy egy zseni, bemutatója pedig olyan esemény, amely örökre megmarad a történelemben. Edison szabadalmat szerzett találmányára, de nem sokat törődött a továbbfejlesztésével, míg Alexander Graham Bell, Chichester Bell és Charles Tainter az 1880-as években elő nem állt egy fonográfszerű készülékkel, amely viasszal borított papírhengerekre rögzített.

### A szénmikrofon
Edison 1876-ban kezdett el dolgozni a telefonkészülékek mikrofonjának tökéletesítésén. A szénmikrofon bizonyult a legjobb megoldásnak, amelyben két fémlap közé szénport helyeztek el. A felső fémlapot érő hanghullámok összenyomták a szénrészecskéket, megváltoztatva ezzel a rajtuk átfolyó elektromos egyenárammal szembeni ellenállásukat. A folyamatosan változó ellenállás a hangrezgéseknek megfelelően modulálta az áramerősséget.
A korábbi mikrofonok (mint amilyeneket Johann Philipp Reis vagy Alexander Graham Bell fejlesztett ki) maguk generáltak gyenge áramot, míg Edison készüléke a meglévő áramot modulálta. Rajtuk kívül több feltaláló próbált használható mikrofont készíteni a telefonokhoz. Egyik konkurense, Emile Berliner szintén szenes transzmittert használt és be is perelte Edisont, de a pert elvesztette.) A szénmikrofon elvét David Edward Hughes írta le mindkettejük előtt, de ötletét nem szabadalmaztatta.
1877-ben Edison készített egy szénmikrofonos telefont a Western Union számára. 1886-ban rájött, hogy a Bell Telephone szénmikrofonja sokkal hatékonyabban működik, ha a szénport előzőleg megpörkölik; ezt a típust 1880-től egészen az 1980-as évekig használták.

### Az elektromos izzólámpa

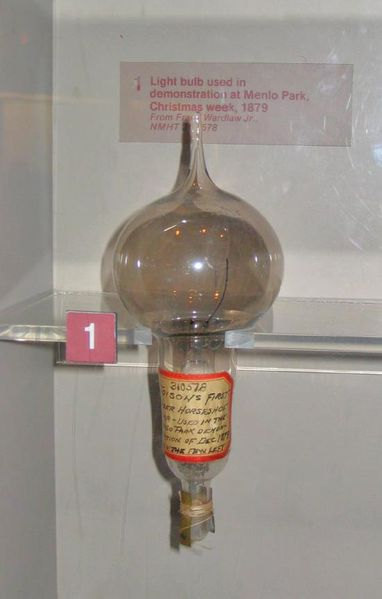
Edison első jól működő izzólámpája, amelyet az 1879-es bemutatón is használt

Edison 1878-ban állt neki egy elektromos világítóeszköz kidolgozásának, ez reményei szerint felváltotta volna a gáz- és petróleumlámpákat. Az izzólámpát kezdte el tökéletesíteni, melynek elve akkor már jól ismert volt, és többen próbálkoztak a gyakorlatban is használható villanykörte kifejlesztésével. Alessandro Volta már 1800-ban bemutatta az elektromos áram hatására izzóan világító fémhuzalt. 1840-ben a brit Warren de la Rue hatékony izzólámpát állított elő, de a platinából készült szál miatt túlságosan drága volt a nagyközönség számára. Elektromos lámpával kísérletezett még többek között Humphry Davy, James Bowman Lindsay, Moses G. Farmer, William E. Sawyer, Joseph Swan vagy Heinrich Göbel.
Ezeknek a korai izzólámpáknak olyan hibáik voltak – mint a rövid élettartam vagy a működéshez szükséges nagy áramerősség – melyek megakadályozták széles körű elterjedésüket.:217–218 Edison a szén izzószálat gondolta a megfelelőnek, ezt eleinte elszenesített kartonpapírból készítette; ám ennek élettartama túl rövidnek bizonyult. Számos próbálkozás – mint a kender vagy pálmalevél – után a bambusz adta a legjobb eredményt. A szabadalmat 1880 január 27-én kapta a „platinahuzalokhoz kapcsolódó szénszálas” elektromos lámpájára. A szabadalom több módszert is leírt a szénszál előállítására, többek között gyapot- és lenszálból, faforgácsból vagy papírtekercsből. Csak hónapokkal a szabadalom megkapása után fedezték fel, hogy a elszenesített bambuszszál 1200 órán át is képes működni.

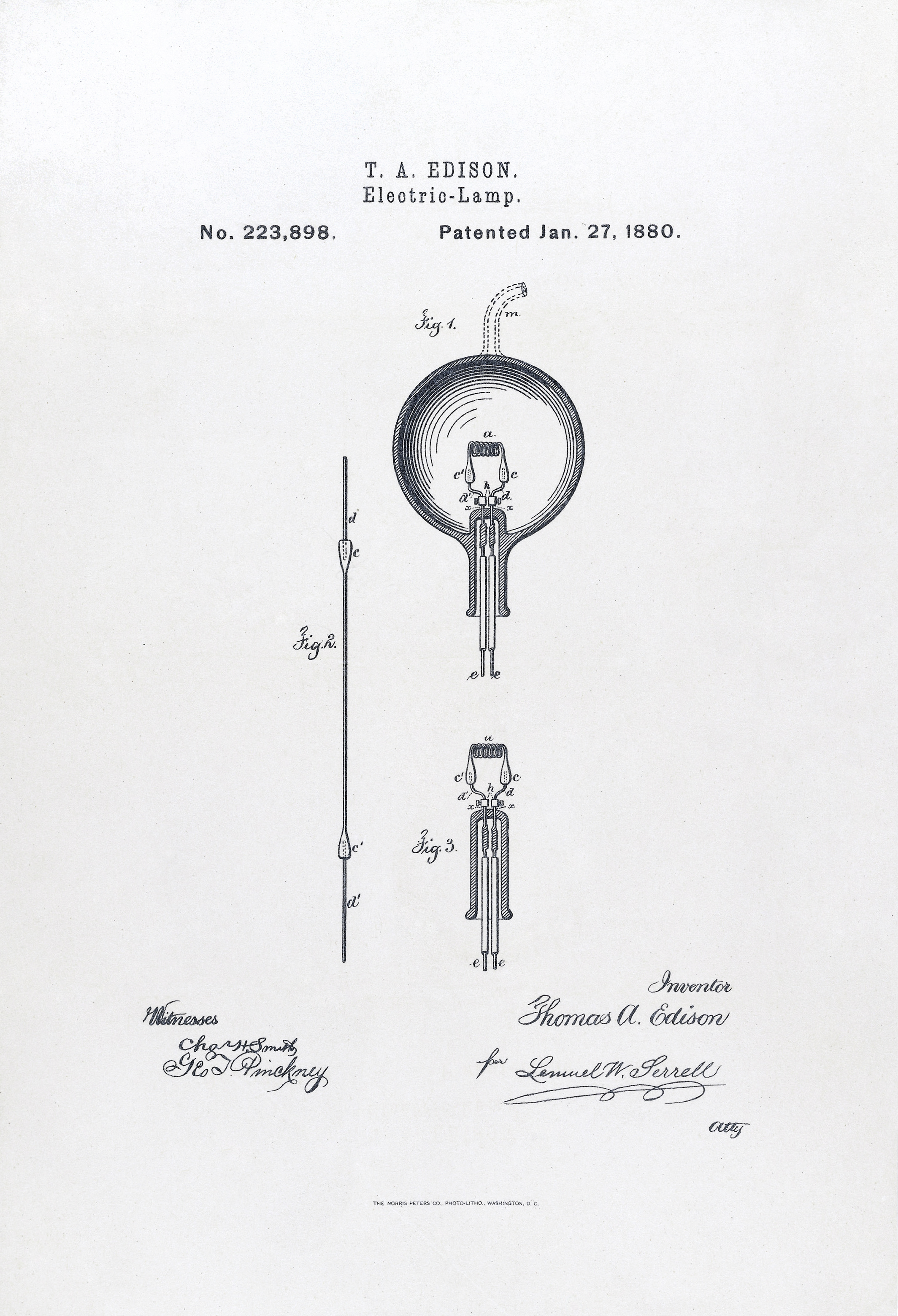
Az izzólámpa szerkezete Edison szabadalmi leírásában

Edison 1878-ban alapította meg New Yorkban az Edison Electric Light Company-t, amelyhez a tőkét többek között J. P. Morgan és a Vanderbilt család tagjai adták. Elektromos izzólámpáját először 1879. december 31-én mutatta be nyilvánosan Menlo Park-ban. Kijelentette, hogy "olyan olcsóvá tesszük az elektromosságot, hogy csak a gazdagok gyújtanak majd gyertyát."

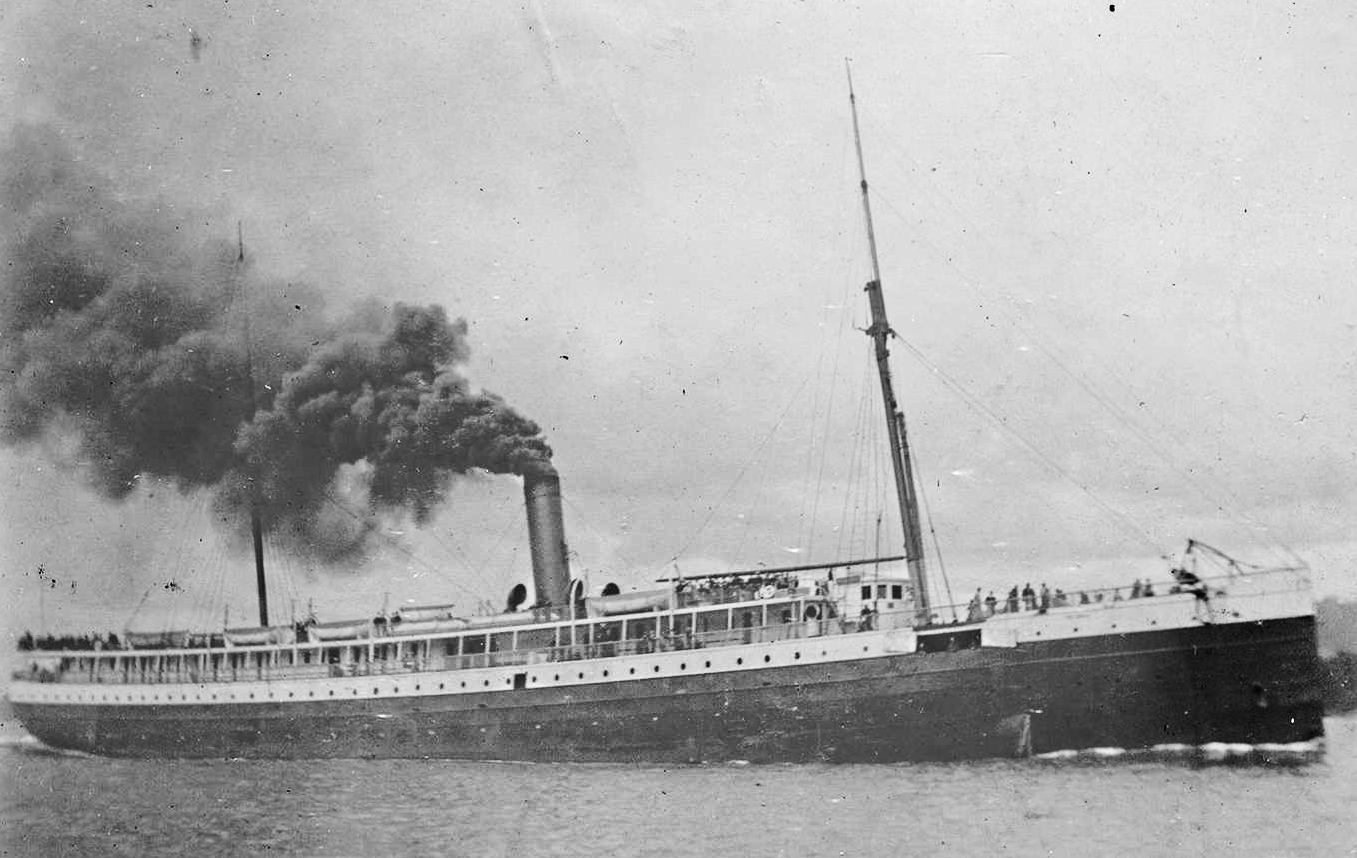
Az SS Columbia, az első hajó, amelyet elektromos világítással szereltek fel

Az Oregon Railroad and Navigation Company igazgatója, Henry Villard is részt vett a bemutatón és annyira fellelkesedett, hogy megkérte Edisont, társaságának új gőzhajóján, a Columbián szereljen fel elektromos világítást. Edison eleinte tétovázott, de végül megkötötték a megállapodást. A hajó 1880 májusára lett készen és New York-ban Edison és munkatársai ellátták az újfajta világítórendszerrel. Ez volt izzólámpájának első kereskedelmi alkalmazása. Az Edison-féle villanykörtéket 1895-ig használták a hajón.
Edison riválisának, Hiram Maximnak a U. S. Electric Lighting Company nevű cége 1880-ban alkalmazott egy Lewis Latimer nevű szabadalmi műszaki rajzolót. Latimer feltalált egy jobb módszert az izzók szénszálának előállítására; ennek szabadalma is az ő nevére került. 1883-ban az amerikai szabadalmi hivatal úgy döntött, hogy Edison szabadalma William E. Sawyer munkáján alapszik és így érvénytelen. Ezt követően közel hat éves pereskedés következett, eközben 1885-ben Latimer átállt a másik oldalra és Edisonnak kezdett dolgozni. A bíróság 1889 októberében végül úgy döntött, hogy Edison szabadalma a "magas ellenállású szénszál"-ról érvényes. Eközben újabb jogi bonyodalmak adódtak, mert Nagy-Britanniában Joseph Swan egy évvel előbb kapott szabadalmat lámpájára, mint Edison. Végül közös céget alapítottak Ediswan néven, hogy az országban egyesített erővel tudják gyártani és forgalmazni a villanykörtéket.
Először 1882-ben alkalmazták az Edison-féle elektromos világítást középületben, az Osztrák-Magyar Monarchia-beli brnoi Német Színházban (ma Mahen Színház). Felszerelését Francis Jehl, a feltaláló asszisztense felügyelte (ennek emlékére 2010-ben három villanykörtét ábrázoló szobrot állítottak fel az épület előtt).

### Elektromos hálózat
Miután szabadalmaztatta a tartós és olcsó villanykörtét, Edison 1880 decemberében megalapította a New York-i Edison Illuminating Company elektromos áramot szolgáltató céget, hogy segítse a villanyvilágítás elterjedését és konkurense lehessen a gázvilágító társaságoknak. Az 1880-as években szabadalmaztatott egy áramtovábbító rendszert. A cég 1882 szeptemberében kezdte meg működését, 59 manhattani ügyfélnek szolgáltatott 110 voltos egyenáramot.
Londonban 1882 januárjában indította el a szolgáltatást. A gőzmeghajtású generátor a környékbeli utcai lámpáknak és néhány magánügyfélnek szolgáltatott villamos áramot. Egy évvel később, 1883 januárjában a New Jersey-i Roselle-ben megkezdte működését az első, felső vezetékeken ellátott, elektromos utcai világítási rendszer.

### Az egyenáram-váltóáram verseny

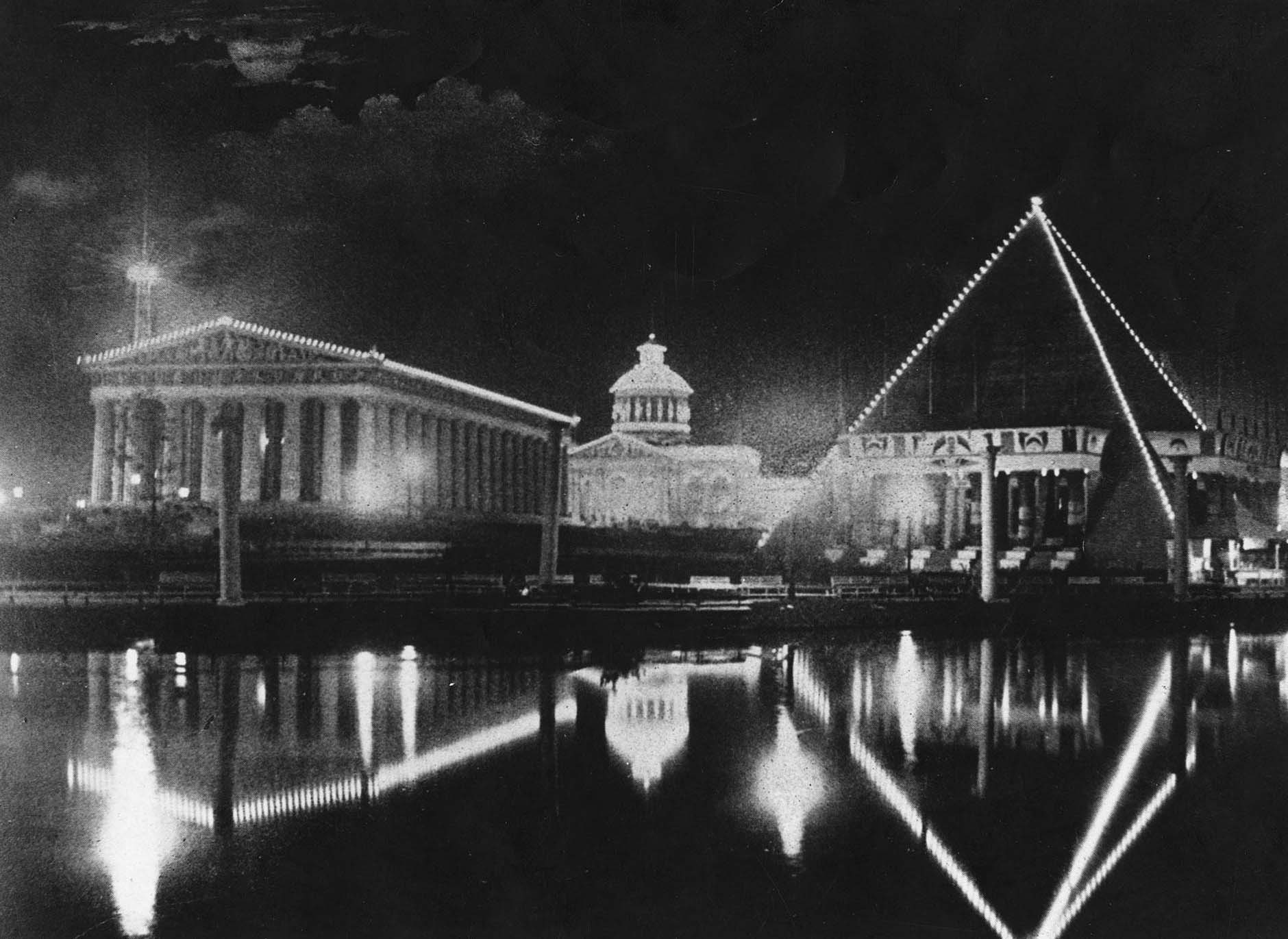
A középületek látványos elektromos díszkivilágítása hamarosan elterjedt (A Tennesse-i centenáriumi kiállítás 1897-ben)

Ahogy Edison egyenáram-szolgáltató vállalatai egyre terjeszkedtek, hamarosan veszélyes versenytársakra találtak a váltakozó áramot használó elektromos művek esetében. 1885-1886-ban Európában és Amerikában is kifejlesztették a transzformátorokat és lehetővé vált a váltóáram vékonyabb (és olcsóbb) huzalokon, nagy távolságokra való továbbítása, majd a felhasználás helyén alacsonyabb, kevésbé veszélyes feszültségre való „letranszformálása”. Edison egyenáramú szolgáltató birodalmának generátorai csak legfeljebb másfél kilométerre tudták elvezetni az elektromosságot, így csak sűrűn lakott városi környezetben működhettek gazdaságosan. A váltóáramú versenytársak először az ellátatlanul maradt kisvárosokban terjeszkedtek.
Edison kijelentette, hogy a váltóáram alkalmatlan a felhasználásra és a magasfeszültség életveszélyes. Amikor egyik riválisa, George Westinghouse 1886-ban először elindította a váltóáramú szolgáltatást, Thomas Edison sietett kifejteni, hogy „Olyan biztos mint a halál, hogy Westinghouse hat hónapon belül meg fogja ölni az ügyfeleit, akármekkora rendszereket vezessen is be.” Utólag többféleképpen is próbálták magyarázni Edison idegenkedését a váltóárammal szemben. Az egyik elképzelés szerint képtelen volt felfogni a váltóáram némileg absztraktabb elvét és vonakodott attól, hogy olyan rendszereket fejlesszen, melyeknek nem értette a működését. Az is aggasztotta, hogy a magasfeszültség óhatatlanul balesetekhez vezet majd és fokozni fogja a közvélemény elektromos hálózatokkal szembeni tartózkodását. Sokat nyomott a latban, hogy az Edison Electric addigra több mint száz egyenáramú rendszert telepített és a váltóáramra való áttérés nagyon sokba került volna. 1887 végére azonban az Edison Electric már kezdett visszaszorulni a piacon a Westinghouse miatt, amely addigra 68 generátort telepített (Edisonnak ekkor 121 állomása volt). Újabb riválisok is jelentkeztek, a massachusettsi Thomson-Houston Electric Company is hamarosan 22 állomást épített.
1888 tavaszán aztán a magasfeszültségű távvezetékek valóban több halálos áramütést okoztak és az újságok az emberéletekkel nem törődő, kapzsi társaságokról cikkeztek. Edison kihasználta az alkalmat és a váltóáram ellen keresztesháborút folytató Harold P. Brownnal közösen propagandakampányba kezdett, amely során nyilvánosan állatokat öltek meg nagyfeszültségű váltóárammal. Követelték a vezetékek feszültségének csökkentését (annyira, hogy azok gyakorlatilag használhatatlanná váljanak). Edison szerint az akkoriban feltalált villamosszék is annak volt a bizonyítéka, hogy a váltakozó áram sokkal veszélyesebb az egyenáramnál.
Edison állhatatos váltóáram-ellenessége ártott a cégei versenyképességének. Az 1890-es évek elején már sokkal kisebb nyereséget termeltek, mint a riválisok és 1892-ben a részvényesek kiszorították saját társaságának irányításából. Az egyik fő befektető, J.P. Morgan megszervezte az Edison General Electric és a Thomson-Houston egyesítését General Electric néven; az USA akkori elektromosenergia-piacának háromnegyedét ellenőrző új céget a későbbiekben a Thomson-Houston igazgatósága irányította.

## West Orange és Fort Myers (1886–1931)

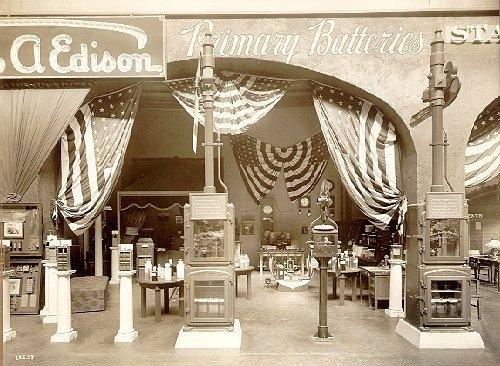
A Thomas A. Edison Industries kiállítása (1915)

Első felesége, Mary 1884-es halála után Edison kiköltözött Menlo Park-ból. Két évvel később második feleségének, Minának nászajándékul vásárolta meg új házukat a New Jersey-beli West Orange-ban. A teleket a floridai Fort Myers-ben töltötték, ahol látványos villát építtetett olasz és „Anna királynő”-stílusban.
Az első világháború kitörése után Edison javasolta egy katonai műszaki és tudományos tanácsadó bizottság felállítását. 1915-ben megszervezték a Tengerészeti Konzultációs Tanácsot, amelyet egy ideig ő vezetett.
Edison aggódott, hogy az Egyesült Államok teljes egészében importálni kényszerült az ipar számára létfontosságúvá vált nyersgumit. Ezért Henry Ford és Harvey Firestone támogatásával Fort Myers-ben létrehozott egy laboratóriumot, ahol olyan növényeket kerestek, amelyek pótolni tudják a kizárólag a trópusokon élő gumifát. Ford és Firestone 75 ezer dollárt invesztált a laboratóriumba, ezt Edison a maga részéről további 25 ezerrel egészítette ki. Mintegy 17 ezer minta analizálása után egy észak-amerikai aranyvessző, a Solidago leavenworthii bizonyult a legígéretesebbnek, amely 5%-nyi latexet tartalmazott; nemesítéssel és keresztezéssel ezt sikerült 12%-ra feltornázni.

## További találmányok és vállalkozások

### Fluoroszkóp
Edison tervezte és gyártotta az első, kereskedelmi forgalomba kerülő fluoroszkópot, amely a röntgensugarak felhasználásával élő képet mutatott az emberi test belsejéről az addigi egyszeri fényképek helyett. Wilhelm Röntgen bárium-platinocianiddal bevont képernyővel kísérletezett, de az csak nagyon halvány képeket adott. Edison kalcium-volframátot (scheelitet) használt, amely jelentősen javította a képminőséget. Az alapelvet ma is alkalmazzák, bár Edison felhagyott a röntgensugarakkal való kísérletezéssel, miután majdnem megvakult, asszisztense, Clarence Dally pedig – akit önként jelentkezett kísérleti alanynak a készülék beállítása során – súlyos sugárbetegséget kapott, majd 39 évesen rákban meghalt. A feltaláló 1903-ban ki is jelentette, "Ne beszéljenek nekem a röntgensugarakról, félek tőlük."

### Taziméter
Az 1878. július 29-i teljes napfogyatkozás előtt kifejlesztett egy igen érzékeny infravörös sugárzást detektáló műszert, amelyet taziméternek nevezett el és vele a napkorona hősugárzását akarta megmérni. Szabadalmat nem kért rá, mert nem hitte, hogy nyereségesen lehetne árusítani.

### A távíró továbbfejlesztései
Edison távírászként kezdte karrierjét, ezért a későbbiekben is szentelt időt a távíró továbbfejlesztésére vagy lehetőségeinek kihasználására. Szép jövelemere tett szert a távírón továbbított friss tőzsdehírek szolgáltatásának kifejlesztésével. 1892-ben szabadalmat kapott a kétirányú távíróra.

### Mozgókép
Edison szabadalmaztatott egy kinetográfnak nevezett mozgóképet felvevő kamerát. A készülék elektromechanikai részleteit maga dolgozta ki, míg az optika és a fotográfia William Kennedy Dickson munkáját dicsérik (az újítások nagyobb része Dickson érdeme). 1891-ben elkészítették a kinetoszkópot, a mozgóképet lejátszó készüléket, amelyen egy kis lyukon keresztül lehetett megnézni a rövidke filmeket. A kinetográf és a kinetoszkóp első nyilvános bemutatójára 1891 májusában került sor. Európában 1894-től terjedtek el a kinetoszkópok, főleg a vidámparkokban és vásárokon állították fel őket.
Edison gyárában készült és az ő nevével reklámozták a Thomas Armat által feltalált, mozgóképeket vetítő vitaszkópot, amellyel 1896 áprilisában kezdtek el nyilvános vetítéseket tartani New York-ban. Később hengereken rögzített, a filmmel mechanikusan szinkronizált hangot is mellékeltek a mozgóképekhez.
Az 1894-ben alapított Edison Studios filmstúdió közel 1200 filmet készített, amelyek között ott volt az 5 másodperces Fred Ott tüsszentése, a 18 másodperces A csók, de a negyedórás A nagy vonatrablás, az Alice Csodaországban vagy az első Frankenstein-film is. 1903-ban, amikor az egyik vidámpark elefántját áramütéssel megölték, az akciót a stúdió filmre vette és piacra dobta.
Ahogy a filmek egyre sikeresebbé váltak, a stúdiók rendszeresen másolták konkurenseik műveit. Edison a szerzői jogok védelme érdekében hosszú papírszalagokra kinyomtatta filmjei kockáit és leadta őket a szerzői jogok hivatalába. Sok ilyen nyomtatvány jobb állapotban maradt az utókorra, mint maguk a filmek. 1908-ban kilenc jelentős filmstúdió részvételével megalapította a Motion Picture Patents Company-t, közkeletű nevén az Edison-trösztöt, amely hat éven át dominálta az Egyesült Államok mozgókép-piacát, míg belső viták miatt szét nem esett.
Állítása szerint kedvenc filmje az Egy nemzet születése volt. Úgy vélte, hogy a hangosfilmek tönkretették a filmművészetet: "Nem látni jó színészi játékot a vásznon. Most már csak a hangra figyelnek és elfelejtettek színészkedni. Én jobban érzékelem ezt, mert süket vagyok", panaszkodott. Kedvenc filmsztárjai Mary Pickford és Clara Bow voltak.

### Bányászat
Az 1870-es évek vége felé Edison belekóstolt a bányászatba is. Az ország keleti partvidékén alig volt olyan lelőhely, ahol jó minőségű vasércet lehetett találni, így ő a rosszabb minőség feljavítására koncentrált. Eleinte a homokból próbált elektromágnesekkel vasat kivonni, később pedig megtervezett egy szerkezetet, amellyel 10 tonnás köveket is porrá lehetett törni, majd ezeket három hatalmas mágnes között vezették át. A cég azonban veszteséges volt, pedig a fölös törmeléket cementgyáraknak adta el.
1901-ben, amikor egy ipari kiállításon vett részt a kanadai Sudburyban, felfigyelt a környék nikkel- és kobaltlelőhelyeire. Rövidesen visszatért a környékre és ő fedezte fel a hatalmas Falconbridge-nikkellelőhelyet. Bányászati próbálkozásai azonban sikertelenek maradtak, így 1903-ban felhagyott a tervével.

### Akkumulátor

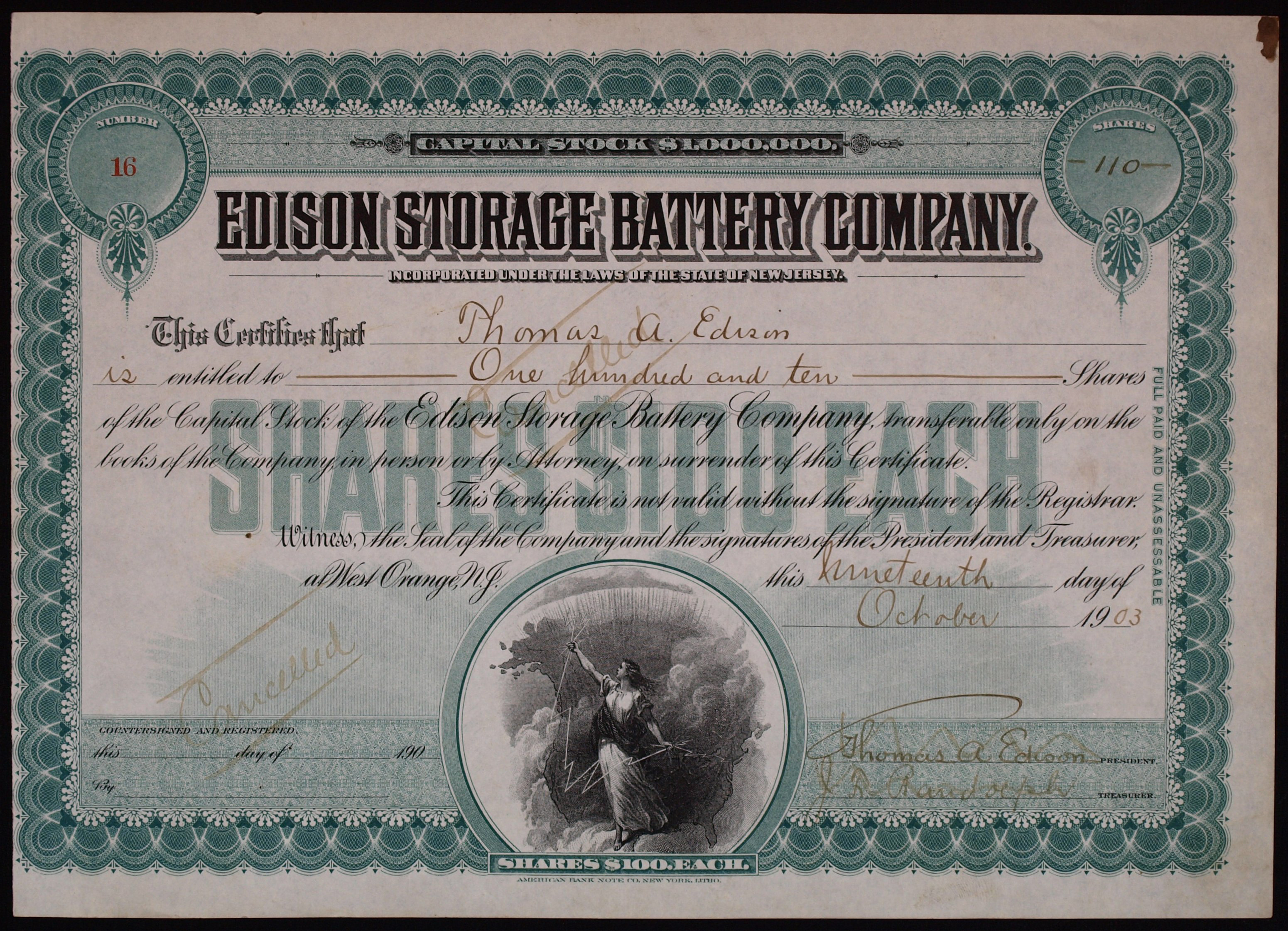
Az Edison Storage Battery Company 1903-ban kibocsátott részvénye

Edison az 1890-es évek végén kezdett el dolgozni egy könnyebb, hatékonyabban újratölthető elektromos elemen, amit beszerelhetne a fonográfjaiba vagy akár automobilokba is. Akkoriban a kénsavas ólomakkumulátorok voltak elterjedve és az erős kompetíció miatt Edison inkább az alkálielemek irányában keresgélt. Laboratóriumában különféle anyagok mintegy tízezer kombinációját próbálta ki és végül a nikkel-vas megoldást találta a legmegfelelőbbnek (saját kísérletei mellett valószínűleg megszerezte a svéd Waldemar Jungner nikkel-vas elemének szabadalmát is).
1901-ben az Egyesült Államokban és Európában is megkapta a szabadalmat akkumulátorára és 1904-ben megalapította a 450 munkást foglalkoztató Edison Storage Battery Company-t. Akkumulátorait elektromos automobilokhoz használták, de megbízhatatlanok voltak és sok panasz érkezett miattuk. Amikor a befektetett tőke elfogyott, Edison a saját pénzéből finanszírozta a vállalat működését. Csak 1910-re állt elő egy hatékony és hosszú élettartamú akkumulátorral, de ez sem aratott átütő sikert; ekkorra az elektromos autók jórészt eltűntek, a benzines meghajtásúaknál pedig a kénsavas ólomakku vált a szabvánnyá.

### Vegyszerek
Az első világháború kezdetekor az amerikai vegyipar még nagyon visszamaradott volt, a vegyi termékek nagy részét Európából importálták. A háború kitörése után hiány lépett fel különböző vegyszerekből, többek között fenolból, amire a fonográflemezekhez felhasznált bakelit gyártásánál volt szükség. A fenolból pikrinsavat, abból pedig robbanóanyagot gyártottak, így Nagy-Britannia azonnal megtiltotta a kivitelét; ezenfelül az angol flotta blokád alá vette Németországot, így onnan sem érkezhettek szállítmányok.
Edison hamarosan átállt a saját gyártású fenolra, melynek előállítási módszerét vegyészei dolgozták ki. Két üzemet építtetett, amelyek 1914 szeptemberétől (alig egy hónappal a háború kitörése után) már naponta hat tonna fenolt állítottak elő. Ezt követően két másik üzemet a benzol gyártására állított át, pótolva a német importot. A háború alatt a német áruk pótlására anilinfestéket, xilolt, sellakot is termelt.
A fenolt a bakelit mellett aszpirin előállítására is használták. Az 1899-ben feltalált aszpirin szalicilsavból készült, amelyet szintén fenolból szintetizáltak. Edison a fölösleges fenolt eladta a Bayer amerikai gyógyszergyárának, katonai célra lehetőleg nem juttatott.

## Kései évei

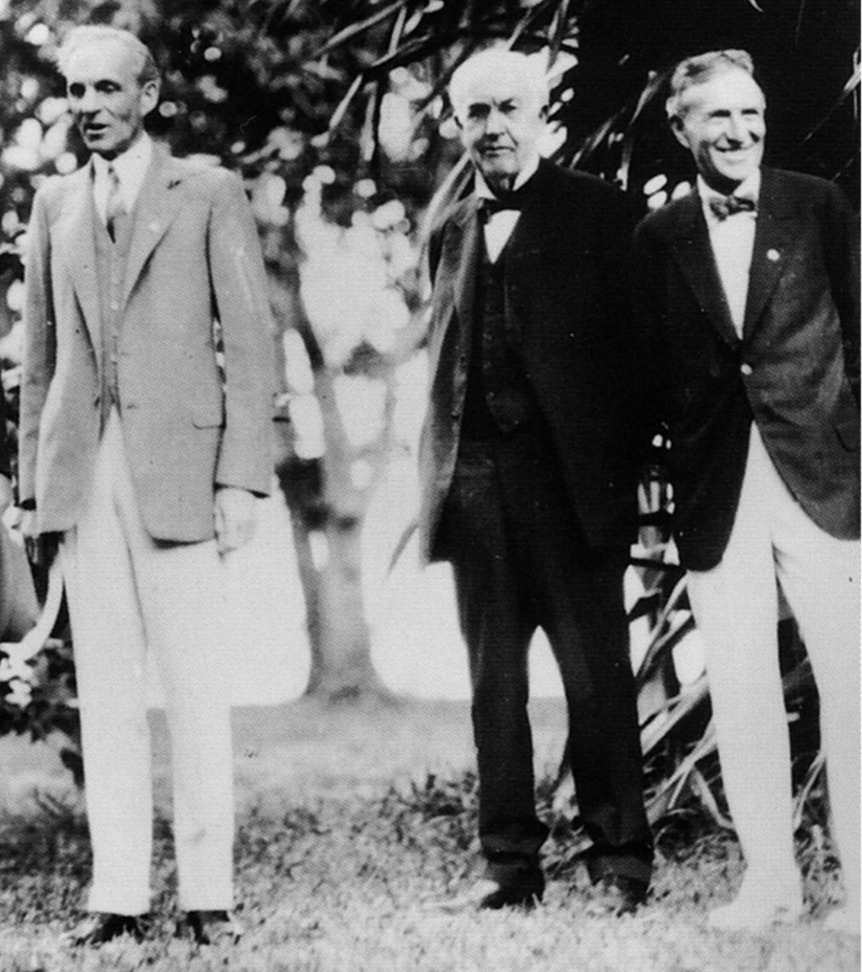
Henry Ford, Thomas Edison, és Harvey Firestone a floridai Fort Myers-ben (1929)

Henry Ford, az autómágnás Edison szomszédságában élt a floridai Fort Myers-ben. Ford fiatal mérnökként Edison detroiti villanytelepén dolgozott. Edison támogatta motorfejlesztési törekvéseit és haláláig barátok maradtak. 1914 és 1924 között együtt jártak autós túrákra, ezeken gyakran részt vett Harvey Firestone gumigyáros és John Burroughs természettudós is.
Edison egészen haláláig aktív maradt. 1930 szeptemberében, egy évvel a halála előtt részt vett a hobokani villamos helyiérdekű vasút felavatásán és ő maga vezette a vonatot az első mérföldön. Utolsó éveiben állítólag különböző divatos diétáknak és étrendeknek lett a híve, például folyadékként csak tejet ivott.
Thomas Edison 1931. október 18-án, hajnali 3:24-kor halt meg West Orange-i otthonában, 84 éves korában, miután cukorbetegsége miatt kómába esett. Háza mögött temették el. Utolsó lélegzetét állítólag egy kémcsőbe zárták és a Detroit melletti The Henry Ford múzeumban őrzik.

## Családja

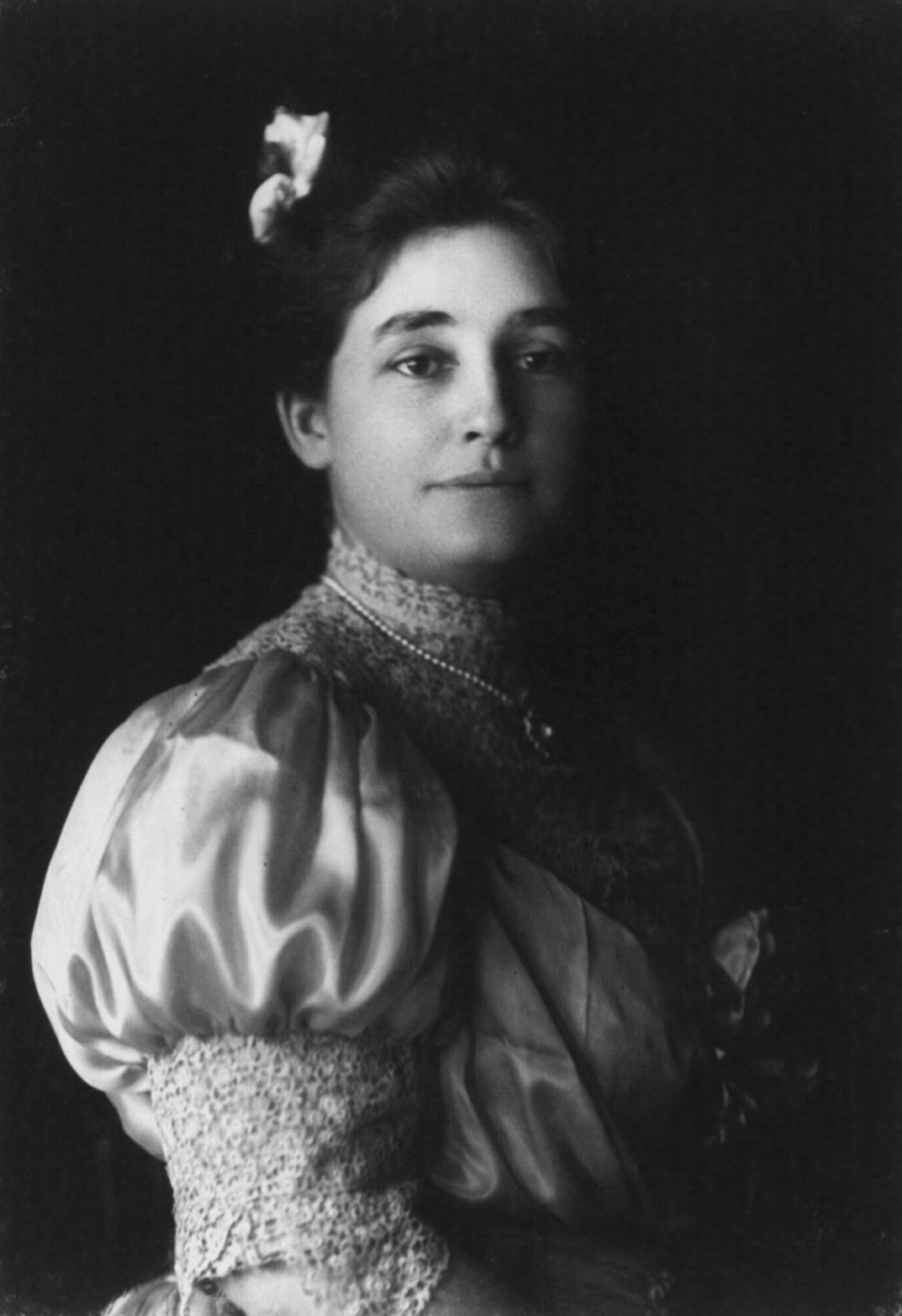
Mina Miller Edison (1906)

Edison 24 évesen, 1871. december 25-én vette feleségül az akkor 16 éves Mary Stilwellt (1855–1884), aki az egyik üzletében dolgozott és két hónappal korábban ismerte meg. Három gyermekük született:
- Marion Estelle Edison (1873–1965)
- Thomas Alva Edison Jr. (1876–1935)
- William Leslie Edison (1878–1937)

Mary 1884. augusztus 9-én ismeretlen okból (egyes feltételezések szerint agytumor, mások szerint a betegségére kapott morfin túladagolása következtében) meghalt
Másfél évvel később, 1886. február 24-én a 39 éves Edison a 20 éves Mina Millerrel (1865–1947), Lewis Miller feltaláló (ő készítette az első kombájnt) és üzletember lányával kötött házasságot. Gyermekeik:
- Madeleine Edison (1888–1979)
- Charles Edison (1890–1969), ő vette át apja üzleteit és laboratóriumait, 1941-44 között New Jersey állam kormányzója[87]
- Theodore Miller Edison (1898–1992), feltaláló, több mint 80 szabadalom fűződik a nevéhez

Második felesége, Mina 1947. augusztus 24-én halt meg.
Állítólag Edison szívesebben töltötte idejét a laboratóriumában, mint a családjával.
Második gyereke, ifjabb Thomas Alva Edison maga is feltaláló szeretett volna lenni, de tehetsége nem volt hozzá. Az 1890-es évektől kezdve különféle kuruzslók és szélhámosok termékeit árulta, mint "a legújabb Edison-felfedezést". Tevékenysége egyre kellemetlenebbé vált Edisonnak és végül odáig jutottak, hogy bíróság által kötelezte fiát, hogy ne használja ügyleteiben a nevét; cserébe heti 35 dollárt (mai árfolyamon kb. 1000 dollár) folyósított számára. Ifjabb Thomas Edison alkoholista lett, depressziótól szenvedett, egészsége megromlott, de öccse közreműködésével végül állást kapott apja egyik cégénél.

## Nézetei

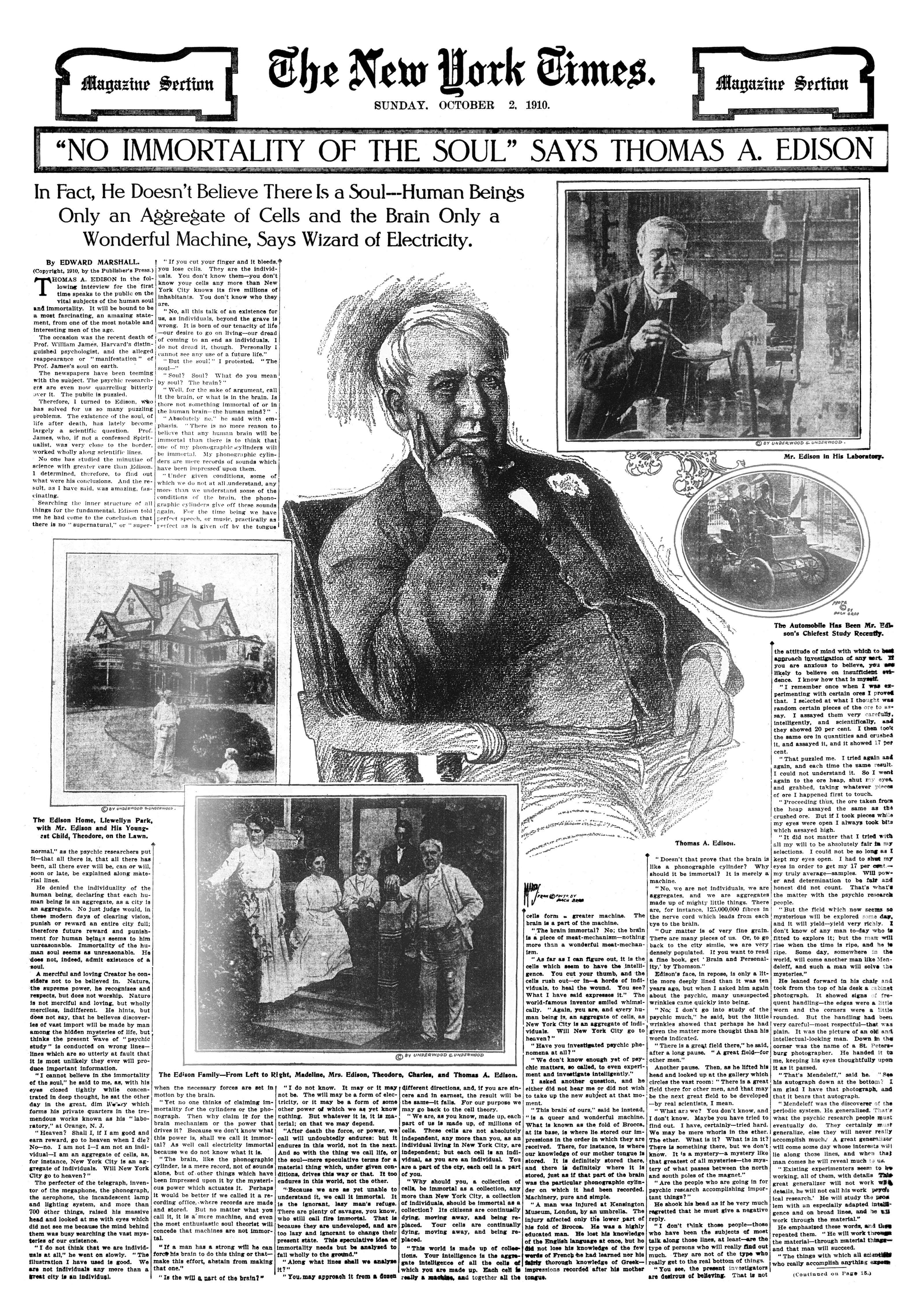
A New York Times cikke Edison filozófiai nézeteiről (1910)

Vallási nézetei alapján Edisont szabadgondolkodóként jellemezték. Nagy hatással volt rá Thomas Paine Az értelem kora c. műve. Megvédte Paine tudományos deizmusát: „Ateistának mondták, de nem volt ateista. Paine hitt egy felsőbb értelemben, egy olyan gondolat képviselőjében, amit mások gyakran istenségnek neveznek.” 1878-ban belépett a New Jersey-i Teozófiai Társulatba, de nem volt túlságosan aktív.
Egy 1910-es interjúban így nyilatkozott: „A természet az, amit ismerünk. A vallások isteneit nem ismerjük. A természet pedig nem gyengéd, nem könyörületes, nem szerető. Ha engem Isten teremtett — az előbb említett három tulajdonsággal rendelkező irgalmas, jóindulatú, szerető Isten – akkor ő teremtette a halat is, amit megeszek. És hol van az ő irgalma, jóindulata, szeretete a hal iránt? Nem, a természet teremtett minket — a természet teremtett mindent — nem pedig a vallások istenei.” Nyilatkozata miatt ateizmussal vádolták, és bár nyilvánosan nem ment bele a vitába, egy magánlevélben leszögezte, hogy nem tagadja Isten létét, hisz egy felsőbb értelemben, csak amit mások Istennek neveznek, azt ő Természetnek.
Erkölcsi alapon elvetette az erőszak alkalmazását. Az első világháború során, amikor tengerészeti tanácsadónak kérték fel, kikötötte, hogy csak védelmi jellegű fegyvereken dolgozik majd. Később kijelentette: „Büszke vagyok rá, hogy soha nem fejlesztettem ki fegyvereket a gyilkolásra. Az erőszakmentességet kiterjesztette az állatokra is, vegetáriánus étrenden élt.”
1920-ban nagy szenzációt keltett, mikor az American Magazine-nak úgy nyilatkozott, hogy egy „szellemtelefonon” dolgozik, amellyel beszélni lehet a halottakkal. Később bevallotta, hogy tréfált.

## Elismerései, emlékezete
Kitüntetései:

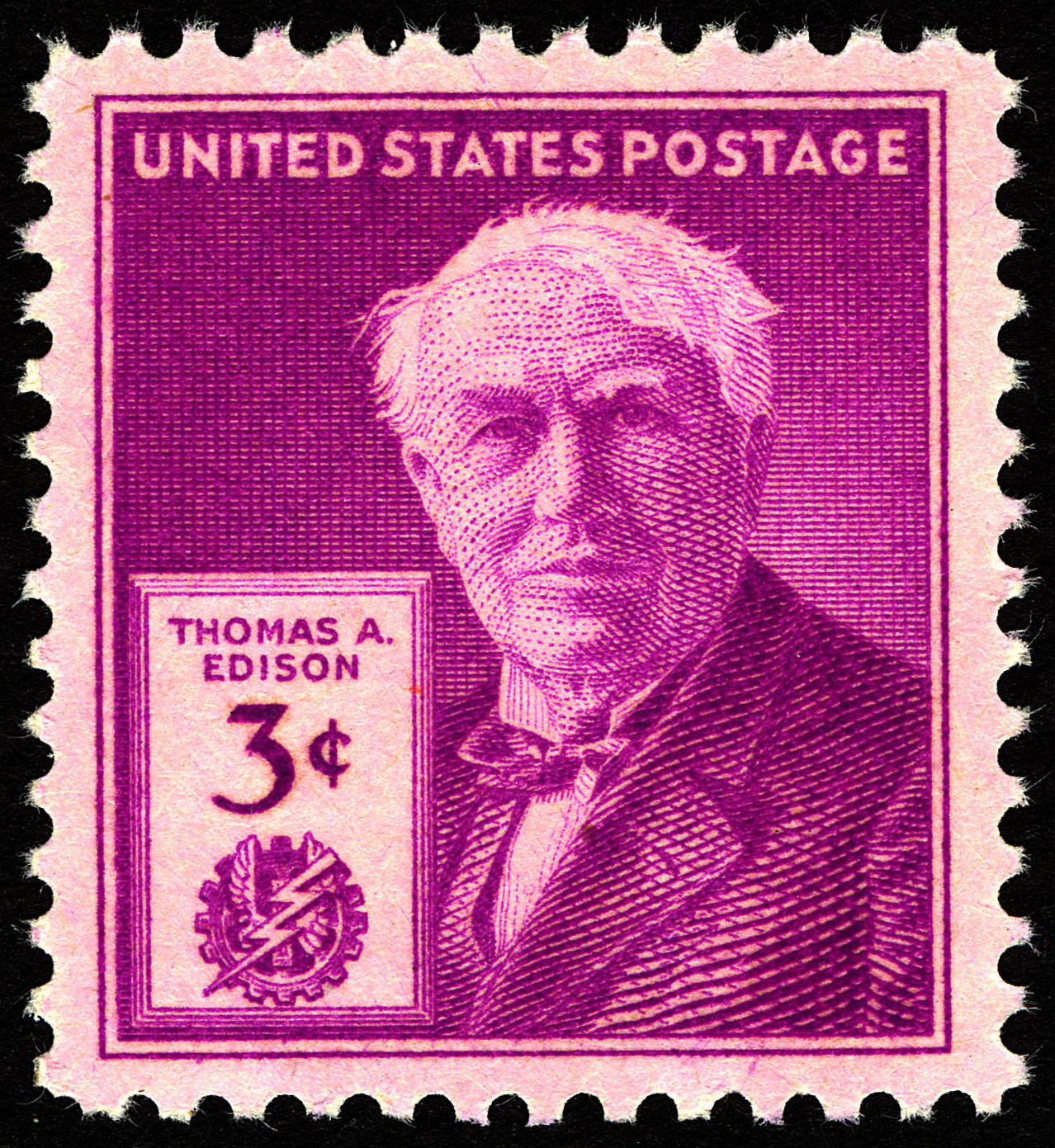
Születésének századik évfordulóján kiadott emlékbélyeg

- A Francia Köztársaság Becsületrendjének lovagi (1879), tiszti (1881) és parancsnoki (1889) fokozata
- Az Olasz Tudományos Akadémia Matteucci-érme (1887)
- A philadelphiai városi tanács John Scott-érme (1889)
- A Franklin Intézet Edward Longstreth-érme (1899).[98]
- Az Amerikai Műszaki Társaságok Szövetségének John Fritz-érme (1908)
- A Franklin Intézet Franklin-érme (1915)[99]
- A Haditengerészeti érdemérem a kiváló szolgálatért (1920)[100]
- Kongresszusi aranyérem (1928)

1890-ben a Svéd Királyi Tudományos Akadémia, 1927-ben az amerikai Nemzeti Tudományos Akadémia tagjává választották.
1983-ban az Egyesült Államokban Edison születésnapját, február 11-ét a feltalálók napjává nyilvánították.
Számos földrajzi helyet neveztek el róla, mint a New Jersey-i Edison és a floridai Alva városokat, a kaliforniai Thomas A Edison-tavat, az alaszkai Edison-hegyet; ezen kívül a 742 Edisona aszteroidát, a New Jersey-i Thomas Edison Állami Egyetemet, három hidat és számos középiskolát.
Róla nevezték el az Amerikai Villamosmérnöki Intézet (később Villamos- és Elektronikai Mérnökök Intézete) Edison-érmét, az Amerikai Gépészmérnökök Társaságának Thomas A. Edison szabadalmi díját, valamint a holland könnyű- és komolyzenei Edison-díjat. Az amerikai haditengerészetben róla kapta a nevét a USS Edison (DD-439) romboló és a USS Thomas A. Edison (SSBN-610) tengeralattjáró.
1940-ben a Metro-Goldwyn-Mayer filmstúdió két filmet is készített az életéről : A Young Tom Edisonban Mickey Rooney, az Edison the Manben Spencer Tracy alakította a feltalálót.
Budapest XIV. kerületében, Herminamező városrészben utca és köz őrzi emlékét, a XIII. kerületben 2019 óta az Edison tér.

## Fordítás
- Ez a szócikk részben vagy egészben  a   Thomas Edison című angol Wikipédia-szócikk ezen változatának fordításán alapul.  Az eredeti cikk szerkesztőit annak laptörténete sorolja fel. Ez a jelzés csupán a megfogalmazás eredetét és a szerzői jogokat jelzi, nem szolgál a cikkben szereplő információk forrásmegjelöléseként.